# Urząd Morski w Gdyni
Urząd Morski w Gdyni – jeden z dwóch urzędów morskich w Polsce, będący terenowym organem administracji morskiej, obejmujący obszarem działania porty, przystanie morskie i pas nadbrzeżny wschodniego wybrzeża Rzeczypospolitej Polskiej. Poprzednio nosił nazwę: Gdański Urząd Morski.

## Administracja

### Latarnie morskie
Urząd administruje latarniami morskimi: Stilo, Rozewie, Jastarnia, Hel, Gdańsk Port Północny, Krynica Morska

## Historia
Polska odzyskała niepodległość w 1918 roku, jednak bez dostępu do morza. Mimo to już wtedy utworzono w Ministerstwie Spraw Wojskowych sekcję do spraw morskich, którą w roku następnym przekształcono w Departament ds. Morskich. Jego szefem został kontradmirał Kazimierz Porębski.
W roku 1920, na mocy postanowień traktatu wersalskiego, przyznano Polsce niewielki, 140-kilometrowy, odcinek wybrzeża z jednym miastem (Puck), gdzie znajdował się mały port rybacki. Hel i Gdynia były wtedy zwykłymi wioskami rybackimi. W tej sytuacji na miejsce usytuowania administracji morskiej wybrano Wejherowo - jedyne większe miasto w pobliżu wybrzeża. 2 kwietnia 1920 roku utworzono tam Urząd Marynarki Handlowej pod kierownictwem kapitana mar. Józefa Poznańskiego. Kontradmirał Kazimierz Porębski widział potrzebę należytego wykorzystania dostępu do morza, w tym przede wszystkim budowy portu morskiego. W 1920 roku polecił inżynierowi Tadeuszowi Wendzie, by znalazł odpowiednie miejsce. Wenda wybrał błotniste ujście Chylonki i wkrótce rozpoczęła się budowa portu we wsi Gdynia.
W roku 1923 odbyło się uroczyste otwarcie nowego portu. Szybkie tempo jego budowy, a także fakt rozbudowy Gdyni i otrzymania przez nią praw miejskich, przyczyniły się do przeniesienia Urzędu Marynarki Handlowej w maju 1927 roku do Gdyni. W marcu 1928 roku przekształcono go w Urząd Morski. Do działań tego organu administracji morskiej należały między innymi sprawy planowania, utrzymywania i rozwoju małych portów polskiego wybrzeża. Prowadzono wtedy liczne prace w Helu, Jastarni i Wielkiej Wsi (dzisiejsze Władysławowo).
Po II wojnie światowej, w maju 1945 roku jako organ polskiej administracji morskiej utworzono początkowo Główny Urząd Morski, którego siedzibę umieszczono w Gdańsku-Wrzeszczu przy ul. Grunwaldzkiej. W dotychczasowym budynku w Gdyni umieszczono natomiast Biuro Odbudowy Portów, po czym na początku lat 50. przeniesiono tam z powrotem Urząd Morski. 1 stycznia 1948 roku w miejsce Głównego Urzędu Morskiego utworzony został Gdański Urząd Morski z siedzibą w Gdańsku-Wrzeszczu (równocześnie z utworzeniem Szczecińskiego Urzędu Morskiego). Zarządzeniem Ministra Żeglugi z 21 marca 1955 roku utworzono Gdański Urząd Morski z siedzibą w Gdyni. Nazwa urzędu, pomimo jego siedziby w Gdyni, związana była z województwem gdańskim. W późniejszym okresie  przemianowano go na Urząd Morski w Gdyni.